# Горња Дренова
Горња Дренова је насељено место у саставу града Свети Иван Зелина у Загребачкој жупанији, Хрватска. До територијалне реорганизације у Хрватској налазила се у саставу бивше велике општине Свети Иван Зелина.

## Становништво
На попису становништва 2011. године, Горња Дренова је имала 322 становника.

## Попис1991.
На попису становништва 1991. године, насељено место Горња Дренова је имало 379 становника, следећег националног састава:
| Попис 1991.‍ | Попис 1991.‍ | Попис 1991.‍ | Попис 1991.‍ | Попис 1991.‍ |
| ----------- | ----------- | ----------- | ----------- | ----------- |
|             |             |             |             |             |
| Хрвати      | Хрвати      |             | 376         | 99,20%      |
| Срби        | Срби        |             | 2           | 0,52%       |
| непознато   | непознато   |             | 1           | 0,26%       |
| укупно: 379 |             |             |             |             |